# Crenshaw High School
Crenshaw High School ist eine öffentliche High School im Stadtteil Crenshaw von Los Angeles mit etwa 780 Schülern. Sie gehört zum Vereinigten Schulbezirk von Los Angeles.

## Geschichte
Die Crenshaw High School wurde 1968 eröffnet. Heute ist die Crenshaw High eine Schule mit durchschnittlich etwa 780 Schülern, welche mehrheitlich afroamerikanischer Herkunft sind. Die Farben der Crenshaw High sind blau und gold, das Maskottchen ist der Cougar (engl.: Puma). Der größte Rivale der Schule ist die Susan Miller Dorsey High School, welche in der Nähe angesiedelt ist. Im August 2005 verlor die Crenshaw High ihre Akkreditierung einer High School, da sie verschiedene Normen nicht mehr erfüllen konnte, wurde nach einigen Verbesserungen aber letztendlich im Februar 2006 rehabilitiert.

## Hochschulsport
Die Crenshaw High School ist landesweit bekannt für ihre Sportförderung in den Sportarten Baseball,  Basketball und Football. Das Sportteam der Schule nennt sich Crenshaw High Cougars. Basketball ist der mit Abstand bedeutendste Sport an der Crenshaw High. Landesweit bekannt wurde die Schule für ihr Talentaufbauprogramm, welches über dreißig Jahre von Willie E. West, einem berühmten amerikanischen Sportler, geleitet wurde. Die Mannschaft holte viele Titel von Wettbewerben innerhalb Los Angeles’ und dem Bundesstaat Kalifornien. Auch die Football- und Baseballmannschaften der Crenshaw Cougars spielen sehr erfolgreich Highschoolsport, welcher in Nordamerika einen sehr viel höheren Stellenwert besitzt als in Europa, und haben schon mehrfach lokale und landesweite Titel gewonnen. Die Baseballmannschaft der Crenshaw High Cougars von 1979 gilt sogar als die talentierteste Highschoolmannschaft im Baseball aller Zeiten, aus ihr gingen berühmte Baseballspieler, wie zum Beispiel Chris Brown und Darryl Strawberry hervor, welche auch später erfolgreich Profisport betrieben. Im Jahre 2004 bekam die Schule eine Flutlichtanlage für ihr Stadion von der Amateur Athletic Foundation (AAF) und dem Schauspieler Kirk Douglas spendiert, um ein Heimspiel gegen den Rivalen Dorsey High School im Dunklen bestreiten zu können.

## In den Populärmedien
Kulisse für die Schule in dem Film Das Zeiträtsel war die Crenshaw High School.

## Berühmte Absolventen
- Eric Yarber (* 1963), US-amerikanischer Footballspieler und -trainer, Gewinner des Super Bowls
- Chris Brown (1961–2006), US-amerikanischer Baseballspieler
- Ice-T (* 1958), US-amerikanischer Musiker und Schauspieler
- Arthur Lee (1945–2006), US-amerikanischer Rockmusiker; Frontmann, Songwriter und Multi-Instrumentalist der Band Love.
- Schoolboy Q (* 1986), US-amerikanischer Rapper
- Darryl Strawberry (* 1962), US-amerikanischer Baseballspieler
- Mykelti Williamson (* 1957), US-amerikanischer Schauspieler
- Jim Looney
- Wendell Tyler
- Trayvon Robinson
- Marques Johnson (* 1956), Basketball-Spieler
- Misty Stone (* 1986), Pornodarstellerin